# Gynandromyia invagimata
Gynandromyia invagimata är en tvåvingeart som först beskrevs av Villeneuve 1939.  Gynandromyia invagimata ingår i släktet Gynandromyia och familjen parasitflugor.
Artens utbredningsområde är Kongo. Inga underarter finns listade i Catalogue of Life.